# Хабарський район
Хаба́рський район (рос. Хабарский район) — район у складі Алтайського краю Російської Федерації.
Адміністративний центр — село Хабари.

## Історія
Район утворений 1924 року.

## Населення
Населення — 14177 осіб (2019; 16431 в 2010, 19913 у 2002).

## Адміністративний поділ
Район адміністративно поділяється на 10 сільських поселень (сільрад):
| Поселення                        | Площа, км² | Населення, осіб (2002) | Населення, осіб (2010) | Населення, осіб (2019) | Центр          | Населені пункти |
| -------------------------------- | ---------- | ---------------------- | ---------------------- | ---------------------- | -------------- | --------------- |
| Зятьково-Річенська сільська рада | 269,24     | 1223                   | 833                    | 655                    | Зятькова Річка | 3               |
| Коротояцька сільська рада        | 331,70     | 2377                   | 2034                   | 1716                   | Коротояк       | 6               |
| Мартовська сільська рада         | 251,89     | 1762                   | 1330                   | 1153                   | Мартовка       | 4               |
| Мічурінська сільська рада        | 290,29     | 1501                   | 1303                   | 1124                   | Мічурінське    | 4               |
| Новоільїнська сільська рада      | 480,93     | 2482                   | 1897                   | 1596                   | Новоільїнка    | 4               |
| Плесо-Кур'їнська сільська рада   | 301,42     | 971                    | 677                    | 572                    | Плесо-Кур'я    | 3               |
| Свердловська сільська рада       | 256,31     | 1554                   | 1092                   | 867                    | Свердловське   | 5               |
| Тополинська сільська рада        | 261,22     | 812                    | 519                    | 362                    | Топольне       | 1               |
| Утянська сільська рада           | 222,17     | 1289                   | 1194                   | 1104                   | Утянка         | 2               |
| Хабарська сільська рада          | 138,34     | 5942                   | 5552                   | 5028                   | Хабари         | 1               |

## Найбільші населені пункти
Нижче подано список населених пунктів з чисельністю населенням понад 1000 осіб:
| № | Населений пункт | Населення, осіб (2002) | Населення, осіб (2010) |
| - | --------------- | ---------------------- | ---------------------- |
| 1 | Хабари          | 5942                   | 5552                   |
| 2 | Новоільїнка     | 1751                   | 1430                   |
| 3 | Коротояк        | 1216                   | 1093                   |
| 4 | Утянка          | 1130                   | 1023                   |